# CS Hobscheid
CS Hobscheid was een Luxemburgse voetbalclub uit Hobscheid.
De club speelde in 1996/97 voor het eerst in de hoogste klasse en werd zevende op twaalf clubs. Het beste resultaat werd in 2000/01 behaald met een vierde plaats. Andere jaren eindigde de club in de betere middenmoot. Drie keer kon de club zich voor de Intertoto Cup kwalificeren. Na het beste seizoen volgde het slechtste seizoen en de club degradeerde in 2002 na zes jaar elitevoetbal. Het volgende seizoen liep faliekant af en de club degradeerde voor de tweede maal op rij. Alsof het niet erger kon werd de club ook nog eens laatste in de derde klasse. In de vierde klasse kon de club gelukkig de negatieve spiraal doorbreken. In 2006 werd de club kampioen en promoveerde zo naar de derde klasse. 
In 2007 fusioneerde de club met Olympique Eischen en werd zo FC Alliance Aischdall 07.

## Hobscheid in Europa
- 1R = eerste ronde

| Seizoen | Competitie    | Ronde | Land                     | Tegenstander      | Score    |
| ------- | ------------- | ----- | ------------------------ | ----------------- | -------- |
| 1998    | Intertoto Cup | 1R    | Vlag van Tsjechië        | SK Hradec Králové | 1-2, 0-0 |
| 2000    | Intertoto Cup | 1R    | Vlag van Noord-Macedonië | Pelister Bitola   | 1-3, 0-1 |
| 2001    | Intertoto Cup | 1R    | Vlag van Wit-Rusland     | Dinamo Minsk      | 0-6, 1-1 |

## Bekende spelers
- Patrick Morocutti
- John van Rijswijck